# Gustau Muñoz
Gustau Muñoz i Veiga, né à Valence (Espagne) le 21 janvier 1951, est un économiste, essayiste et traducteur en catalan et en espagnol,.
En 2020, il remporte le Prix Vicent Ventura (ca).